# 嘉祥內里
嘉祥內里，是台灣南部自清治時期至日治初期的一個行政區劃，其範圍即今高雄市的田寮區中南部及燕巢區北部。
嘉祥內里北邊為崇德東里、羅漢內門里，東邊為羅漢外門里，南邊為觀音上里，西邊為嘉祥外里。

## 管轄街庄
嘉祥內里共轄5個庄：
- 今田寮區境內：、打鹿埔庄、南安老庄、牛稠埔庄
- 今田寮區、燕巢區交界：水蛙潭庄